# Nepheloleuca illiturata
Nepheloleuca illiturata är en fjärilsart som beskrevs av Guen 1898. Nepheloleuca illiturata ingår i släktet Nepheloleuca och familjen mätare. Inga underarter finns listade i Catalogue of Life.